# Н-2
Н-2 је јерменски вишецевни бацач ракета дизајниран и произведен од стране фирме Гарни-Лер почевши од 2011. или раније. Ни у Јерменији није досада објављено много информација у вези са Н-2. Познато је да се овај вишецевни бацач ракета већ налази у фази масовне серијске производње и да је у активној употреби од стране јерменског оружаних снага, а вероватно Нагорно-Карабашких одбрамбених снага. Систем је развијен на бази руског војног возила ГАЗ-3308. По покретању масовне производње Канцеларија одбрамбене индустрије Министарства одбране Јерменије понудило је страним партнерима извозну верзију овог система.

## Техничке карактеристике
Лансер обично користи јерменске термобаричке пројектиле ТБ-1 и гранате за РПГ-7 као и парчадно фугасне пројектиле ОГ-7, али је дизајниран тако да буде компатибилан са широким спектром муниције из различитих земаља.Лансер (бацач) на себи има 12 ракета распоређених у два реда, може вршити гађање помоћу даљинске контролне табле електричним путем, гађање се може вршити појединачно или плотуном који траје 10 секунди.
Систем може гађати мете на удаљености од 1300 m.
Смер дејства може се подешавати ручно у дијапазону од ±30 степени и под азимутом (углом) од 5-50 степени.

## У наоружању
- Јерменија-Јерменска војска